# Halové mistrovství Československa v atletice 1981
Halové mistrovství Československa v atletice 1981 se konalo v Jablonci nad Nisou ve dnech 7. a 8. února 1981.

## Medailisté

### Muži
| Soutěž        | Zlato                   | Stříbro                | Bronz                  |
| 60 m          | Josef Lomický 6.85      | Miroslav Fašanok 6.98  | Roman Lacko 7.03       |
| 400 m         | Vladimír Musil 48.60    | Miroslav Turek 48.91   | Bohumil Táborský 49.09 |
| 800 m         | Ján Ilavský 1:54.5      | Viktor Čelko 1:54.8    | Tibor Fabo 1:55.0      |
| 1500 m        | Arpád Bari 3:52.3       | Zdeněk Národa 3:53     | Peter Klimeš 3:55.7    |
| 3000 m        | Lubomír Tesáček 8:03.8  | Josef Vedra 8:16.4     | Pavol Klimeš 8:17.6    |
| 60 m př.      | Jiří Čeřovský 7.91      | Jan Těšitel 8.15       | Eduard Longauer 8.16   |
| Skok do výšky | Jindřich Vondra 219     | Ctirad Veselský 215    | Vladimír Horák 215     |
| Skok o tyči   | Petr Habel 527          | Roman Zrun 510         | František Jansa 495    |
| Skok daleký   | Jan Leitner 777         | Pavol Malina 769       | Jan Tesař 728          |
| Trojskok      | Vlastimil Mařinec 15.93 | Milan Kořínek 15.47    | Petr Kramer 15.29      |
| Vrh koulí     | Dalibor Vašíček 19.61   | Remigius Machura 18.73 | Josef Kubeš 18.22      |

### Ženy
| Soutěž        | Zlato                      | Stříbro                             | Bronz                                 |
| 60 m          | Jarmila Kratochvílová 7.30 | Daniela Drinková 7.64               | Ludmila Jimramovská 7.68              |
| 400 m         | Dana Wildová 55.20         | Milena Matějkovičová 55.38          | Alena Bulířová 55.58                  |
| 800 m         | Mária Gužíková 2:08.8      | Zuzana Moravčíková 2:08.9           | Jozefína Ozoráková-Čerchlanová 2:10.4 |
| 1500 m        | Jana Červenková 4:24.7     | Ľudmila Melicherová 4:41.9          | Milena Sivková 4:45.4                 |
| 60 m př.      | Jitka Picková 8.55         | Jitka Kučerová 8.60                 | Jiřina Procházková 8.64               |
| Skok do výšky | Věra Skotnická 183         | Ivana Geržová a Zdena Boukalová 180 | xxx                                   |
| Skok daleký   | Hana Tasová 642            | Ludmila Jimramovská 621             | Marie Pokludová 620                   |
| Vrh koulí     | Helena Fibingerová 21.27   | Soňa Vašíčková 15.67                | Alena Vitoulová 14.98                 |